# لاراك
اراك أو لاراك (السومرية: LA-RA-AKكي) مدينة هامة القديمة سومر.
وفقا السومرية الملك قائمة "كانت المدينة الثالثة من خمس مدن تمثل المملكة في العصر القديم. وقد كان إين سباد زيد أنا الملك الوحيد الذي ذكر.